# Raffaele Trombetta
Raffaele Trombetta  (* 23. April 1960 in Neapel) ist ein italienischer Diplomat, der seit 29. Januar 2018 Botschafter in London ist.

## Werdegang
Am 28. Februar 1983 schloss er ein Studium der Politikwissenschaft an der Universität Neapel und 1994 einen Masterstudiengang der European Studies an der London School of Economics ab.
Am 1. Februar 1985 trat er in den auswärtigen Dienst.
Ab dem 6. Juli 1987 war er Gesandtschaftssekretär zweiter Klasse in Bogota, wo er am 1. August 1989 zum Gesandtschaftssekretär erster Klasse ernannt wurde.
Von 8. Dezember 1990 bis 9. Januar 1995 war er Konsul in London.
Ab 9. Januar 1995 wurde er im Sekretariat der Abteilung Wirtschaft des Ministeriums für auswärtige Angelegenheiten und internationale Zusammenarbeit (Italien) beschäftigt, die er ab dem 22. Februar 1995 leitete.
Ab dem 18. September 1997 leitete er das Sekretariat des Generalsekretärs des Außenministeriums. Ab dem 14. Dezember 1998 war er Brüssel Direktor der Ständigen Vertretung Italiens bei der Europäischen Union.
Am 10. August 2002 wurde er zum stellvertretenden Missionsleiter in Peking ernannt.
Am 3. Juli 2006 wurde er Bürovorsteher des Staatssekretärs im Außenministerium.
Am 1. September 2008 bis wurde er stellvertreter Generaldirektor der Abteilung europäische Integration.
Vom 7. Januar 2013 bis 1. Juli 2016 war er Botschafter in Brasília und war gleichzeitig mit Sitz in Brasília als Botschafter in Paramaribo (Suriname) akkreditiert.
Im Januar 2017 übernahm er die Position des persönlichen Vertreters und Sherpas des Premierministers für die G7 und für die G20.
Seit 2018 ist er Ambassador to the Court of St James’s Italiens in London.